# 李登海
李登海（1949年—），男，汉族，山东莱州人，中华人民共和国政治人物，中国共产党党员，第十二届全国人民代表大会山东地区代表。

## 生平
毕业于莱阳农学院农学专业。1998年3月，第九届全国人大第一次会议上，他当选全国人民代表大会常务委员会委员。2008年，担任全国人大农业与农村委员会委员，中共山东省委委员，山东登海种业股份有限公司董事长。2013年，当选第十二届全国人大代表。2018年2月24日，当选为第十三届全国人大代表。